# Bolesław Bierwiaczonek

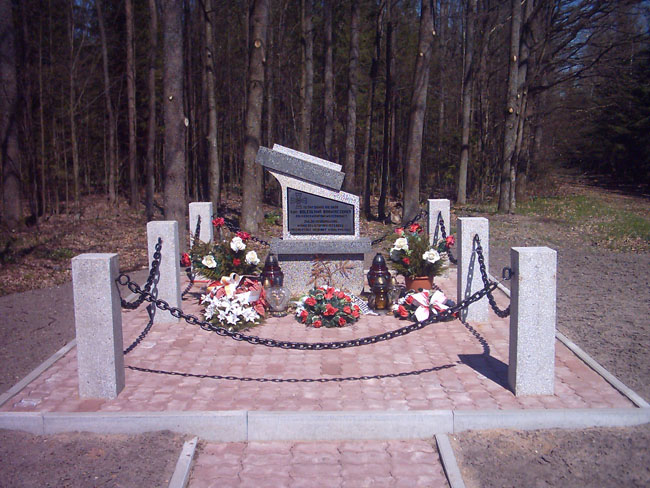
Kopia grobu kaprala Bolesława Bierwiaczonka – Budy

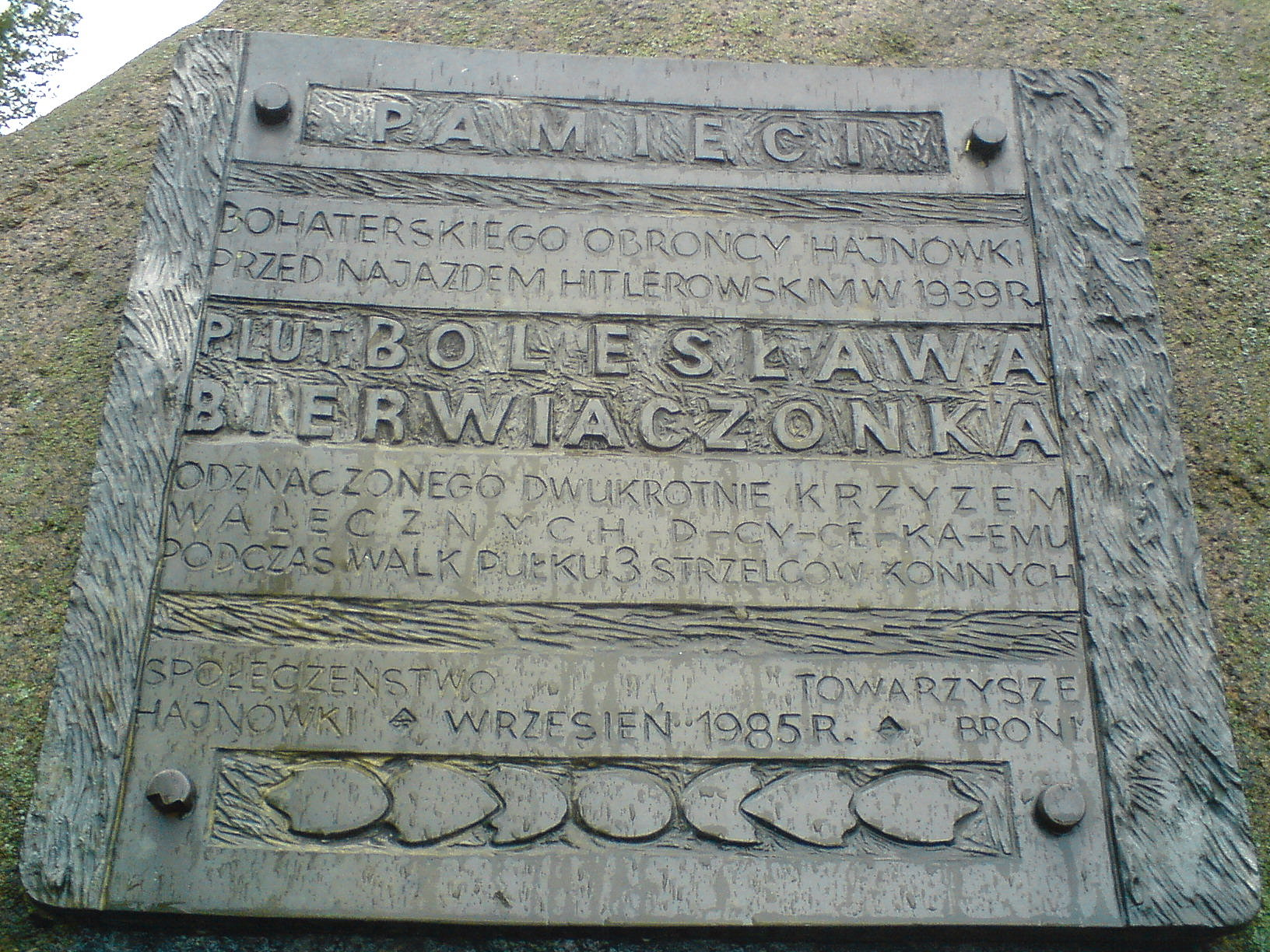
Tablica ku pamięci Bierwiaczonka

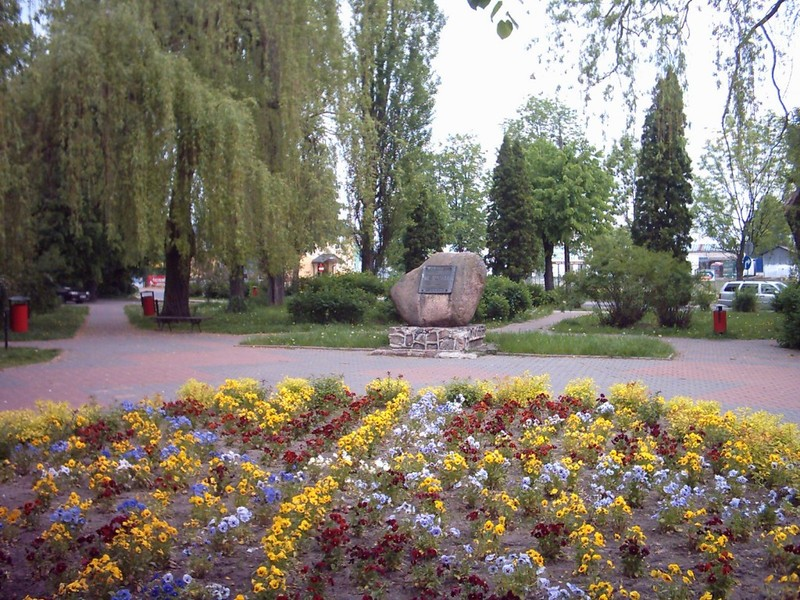
Kamień w Hajnówce upamiętniający obronę miasta we wrześniu 1939

Bolesław Bierwiaczonek (ur. 1916 w Woreńcach koło Wilna, zm. 17 września 1939) – polski wojskowy; kapral 3 Pułku Strzelców Konnych im. Hetmana Stefana Czarnieckiego w Wołkowysku. Służył w plutonie szwadronu ciężkich karabinów maszynowych.

## Rodzina
Urodził się w rodzinie chłopskiej. Był synem Albina i Gertrudy z domu Bierzikowicz, miał dwóch braci, Nikodema i Stefana oraz siostrę Małgorzatę. Uczęszczał do Szkoły Powszechnej w Masarzach – ukończył sześć klas. Organizował z kolegami wieczory literackie, zespół teatralny i uczył się na kursie przysposobienia rolniczego.

## Służba wojskowa
W listopadzie 1937 został powołany do odbycia zasadniczej służby wojskowej, a następnie skierowany do Szkoły Podoficerskiej CKM w Nowogródzkiej Brygadzie Kawalerii w Baranowiczach. Po ukończeniu szkoły otrzymał stopień kaprala i służył w 3 Pułku Strzelców Konnych im. Hetmana Stefana Czarnieckiego w Wołkowysku.

### Kampania wrześniowa
1 września 1939 kpr Bolesław Bierwiaczonek brał udział w odpieraniu ataku niemieckiego samolotu na wieś Jatwieź. 4 września jego pułk wyruszył pociągiem z garnizonu Wołkowysk i 5 września przybył do Czerwonego Boru. Pociąg w czasie rozładunku został zaatakowany przez dwa niemieckie samoloty. Ckm-y kierowane przez Bolesława Bierwiaczonka i innych zmusiły napastników do odwrotu. 9 września brał udział, wraz ze swoim oddziałem, w walkach z niemieckimi czołgami, a 13 września – samochodami, niszcząc kilka pojazdów. 16 września oddział, w którym służył Bierwiaczonek przybył do Hajnówki. 17 września brał udział w Obronie Hajnówki, walcząc w samym mieście i następnie we wsi Lipiny. Raniony odłamkiem w głowę, zmarł podczas ewakuacji oddziału w kierunku Białowieży. Został pochowany we wsi Budy. Pomimo późniejszej pacyfikacji wsi, mogiła zachowała się. Opiekowali się nią mieszkańcy wsi oraz młodzież szkolna w Hajnówce. W 1964 roku Gminna Spółdzielnia w Białowieży ufundowała nagrobek oraz ogrodzenie. Uroczystość odsłonięcia odbyła się z ceremoniałem wojskowym.
Pośmiertnie został mianowany plutonowym oraz odznaczony dwukrotnie Krzyżem Virtuti Militari (wg tablicy upamiętniającej Bierwiaczonka był dwukrotnie odznaczony Krzyżem Walecznych).
W związku z komplikacjami wynikającymi z faktu, że mogiła znajdowała się na prywatnym pastwisku, 20 listopada 1973 zwłoki kaprala ekshumowano i przeniesiono na Cmentarz Wojskowy w Białymstoku wraz z tablicą nagrobną, zainstalowaną w lipcu 1964. Po protestach mieszkańców, w miejscu pierwszego pochówku stanął pamiątkowy obelisk, który w 2008 przeniesiono na miejsce ogólnodostępne, przy drodze. W 1985 w Hajnówce odsłonięto kamień pamiątkowy ku czci żołnierza. W lutym 2012 roku skwer na którym znajduje się obelisk otrzymał nazwę Plutonowego Bolesława Bierwiaczonka. 

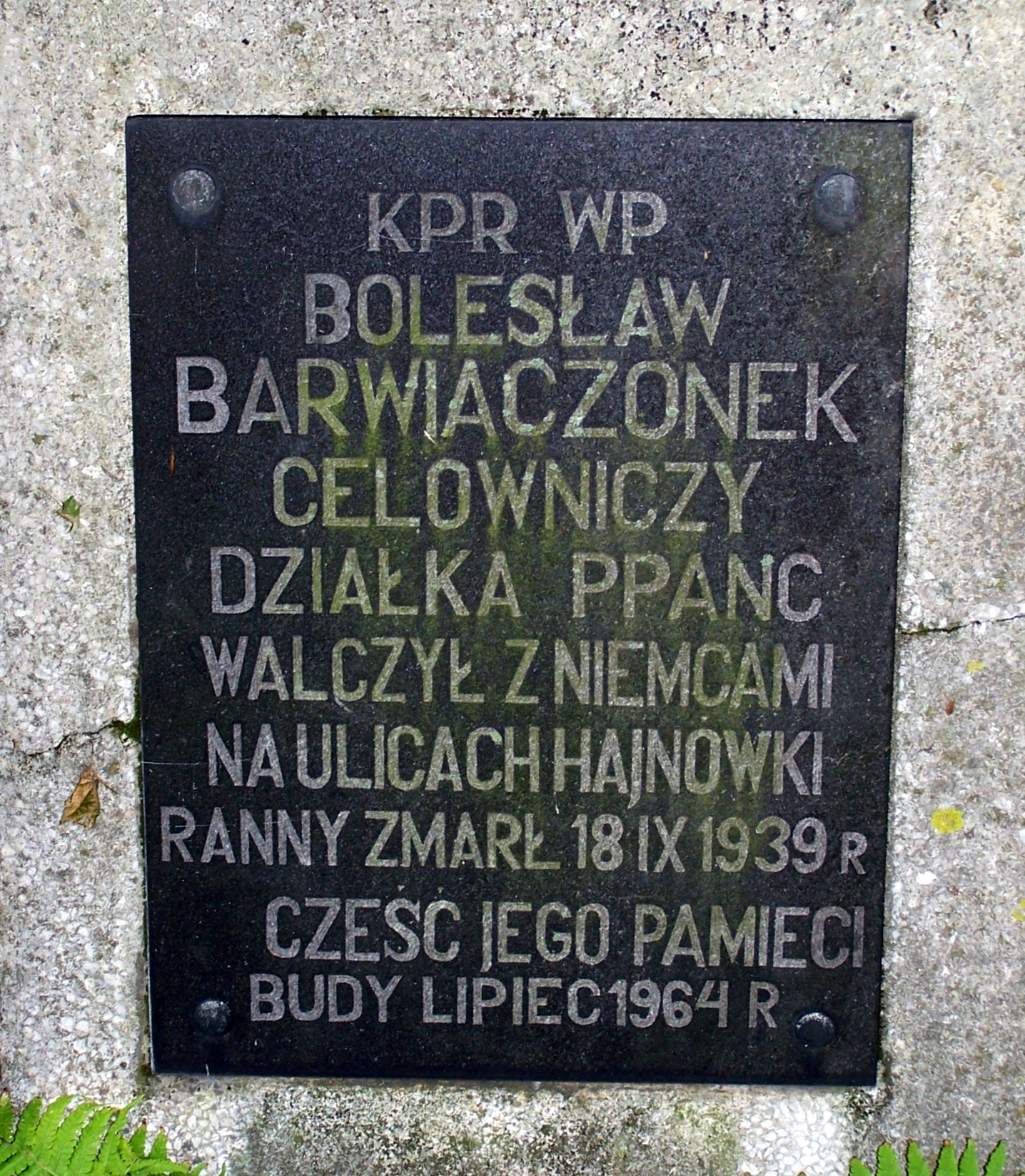
Płyta nagrobna z błędnie wpisanym nazwiskiem kaprala Bierwiaczonka

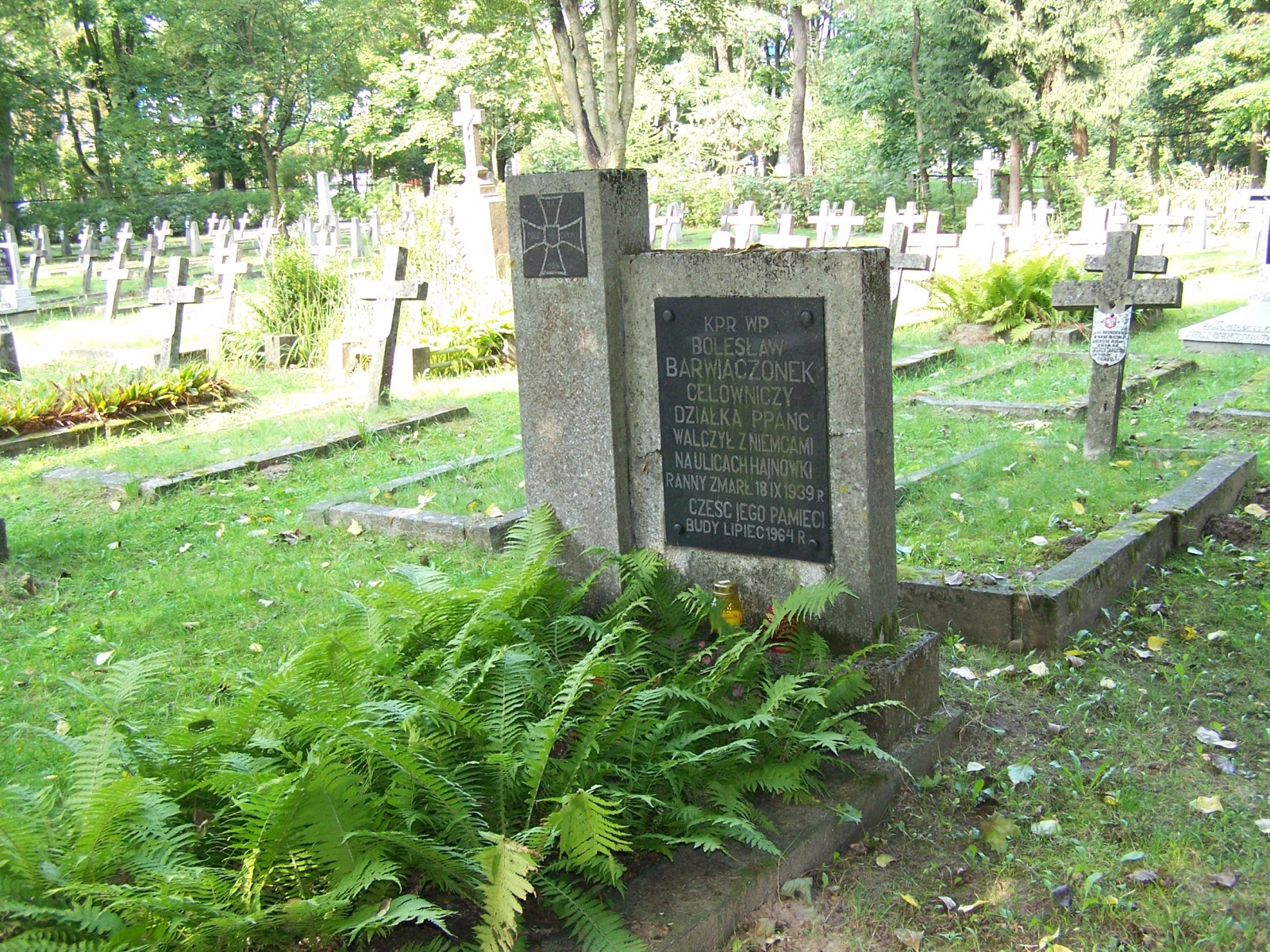
Grób Kaprala Bolesława Bierwiaczonka na cmentarzu wojskowym w Białymstoku